# X-Men: Apocalypse
X-Men: Apocalypse är en amerikansk superhjältefilm. Filmen hade svensk premiär den 18 maj 2016. Det är uppföljaren till X-Men: Days of Future Past (2014) och den åttonde delen i X-Men-filmserien.

## Handling
1983 råkar CIA-agenten Moira MacTaggert, som är på jakt efter mutantsekter i Kairo, väcka upp vad som kan vara den första mutanten, En Sabah Nur. Han skaffar som vanligt fyra medhjälpare. Bland sina rekryter finns Erik Lehnsherr, som försökt ta upp ett vanligt liv men som avslöjats som mutant och vars familj råkats dödas. 
Raven Darkholme / Mystique som fått veta vad som hänt hennes vän Magneto, försöker spåra upp honom och tar hjälp av Charles Xavier och hans telepatiförstärkningsmaskin, Cerebro. När En Sabah Nur känner Xaviers kraft ger det honom möjlighet att styra varenda människa på jorden och han bryter sig därför in på Xaviers skola och kidnappar Xavier.
En Sabah Nur ser till att alla kärnvapenstridspetsar i världen skickas ut i rymden. Eftersom myndigheterna inte känner till honom, faller misstanken på Xavier och hans studenter. Studenterna förs av militären till en experimentell anläggning, men lyckas fly och tar sig till Kairo där En Sabah Nur och hans fyra medhjälpare startat sin process att skapa om världen. Xavier och hans studenter, samt Magneto, som byter sida, kämpar mot En Sabah Nur och lyckas, efter att Kairo jämnats med marken, att besegra honom. Det mynnar ut i en försiktig vapenvila mellan Magneto och Xaviers studenter.

## Rollista (i urval)
- James McAvoy – Charles Xavier / Professor X
- Michael Fassbender – Erik Lehnsherr / Magneto
- Jennifer Lawrence – Raven Darkholme / Mystique
- Oscar Isaac – En Sabah Nur / Apocalypse
- Nicholas Hoult – Dr. Henry "Hank" McCoy / Beast
- Rose Byrne – Moira MacTaggert
- Tye Sheridan – Scott Summers / Cyclops
- Sophie Turner – Jean Grey
- Olivia Munn – Betsy Braddock / Psylocke
- Lucas Till – Alex Summers / Havok
- Evan Peters – Peter Maximoff / Quicksilver
- Kodi Smit-McPhee – Kurt Wagner / Nightcrawler
- Alexandra Shipp – Ororo Munroe / Storm
- Josh Helman – William Stryker
- Ben Hardy – Warren Worthington III / Angel / Archangel
- Lana Condor – Jubilation Lee / Jubilee
- Tómas Lemarquis – Caliban
- Hugh Jackman – James "Logan" Howlett / Wolverine (cameo)
- Stan Lee – Stan Lee (cameo)